# 法尔肯哈根
马克地区法尔肯哈根（德語：Falkenhagen (Mark)），简称法尔肯哈根，是德国勃兰登堡州的市镇，隶属于梅尔基施-奥得兰县，总面积为27.23平方千米，截至2020年总人口为691人。